# Sammelart
Als Sammelart wird die Zusammenfassung schwer unterscheidbarer „Kleinarten“ bezeichnet. In der biologischen Systematik wird für solche nahe verwandten und schwer unterscheidbaren Arten auch der Begriff Aggregat (abgekürzt: agg. oder aggr.) verwendet.
Die von den Systematikern angestrebte Unterteilung der Pflanzen und der Tiere in klar voneinander unterscheidbare Arten ist oft nicht eindeutig möglich. Daher sind die Grenzen zwischen Art, Unterart und Varietät fließend und hängen oft von der persönlichen Beurteilung der diese Pflanzen- oder Tiergruppen bearbeitenden Spezialisten ab. Bei einer solch unklaren oder auch strittigen Situation können mehrere Ausprägungen von augenscheinlich nahe verwandten Individuen (gewissermaßen als Verlegenheitslösung) zu einer Sammelart zusammengefasst werden.
Das Entstehen solcher fließender Übergänge der Formen ist zum einen eine Folge der Differenzierung im Verlauf der Artbildung, kann aber auch durch Hybridisierung bedingt sein.